# Fennek
Spähwagen Fennek je průzkummé obrněné vozidlo 4x4 vyvinuté pro armády Německa a Nizozemska. Ve službě je od roku 2003. Vyrábí jej německo-nizozemské konsorcium ARGE Fennek.

## Vývoj

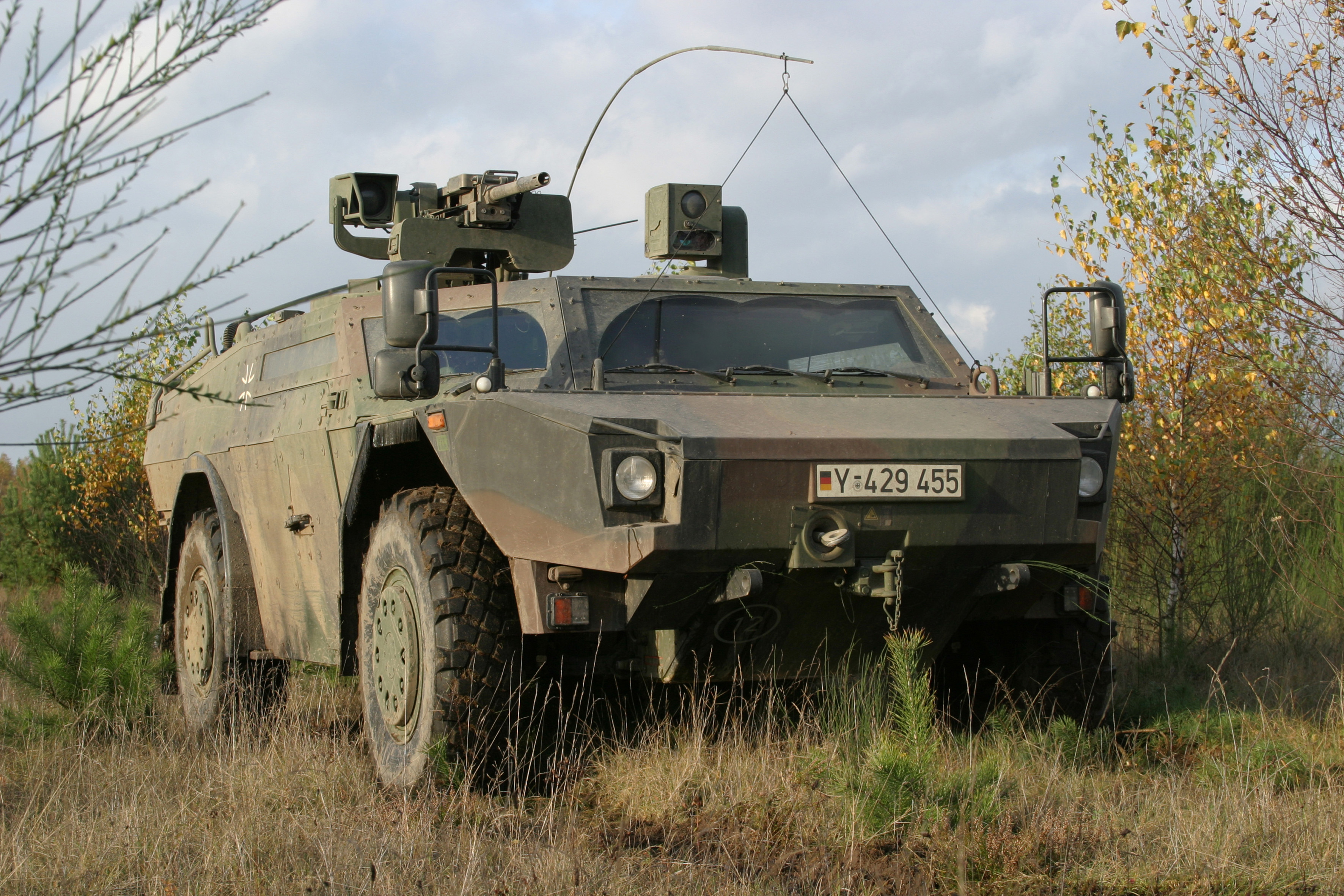
Německý Fennek sloužící pro dělostřelecké pozorovatele

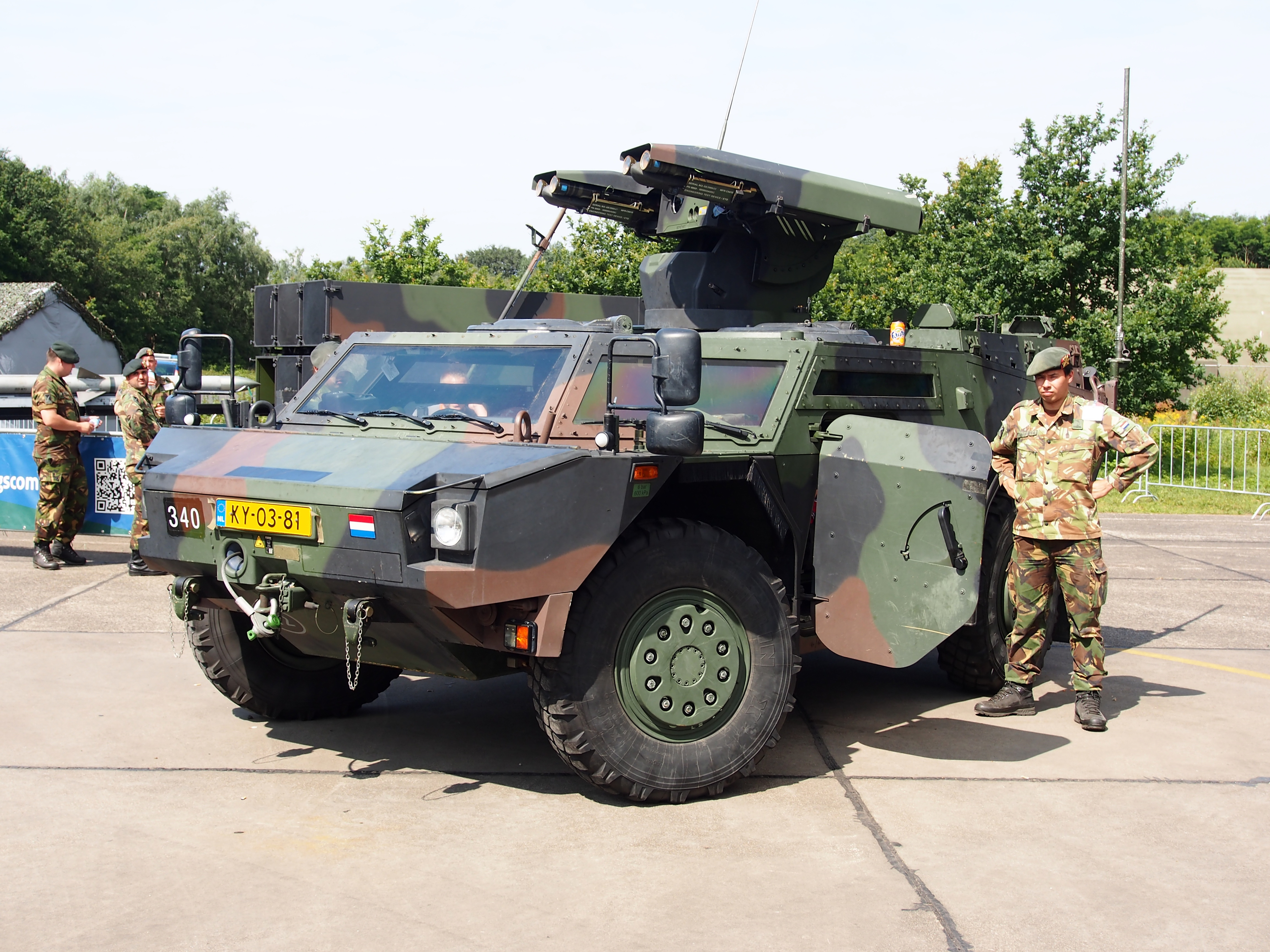
Nizozemský Fennek SWP nese protiletadlové řízené střely Stinger

Nizozemská společnost SP Aerospace and Vehicle Systems BV od roku 1992 z vlastní iniciativy pracovala na vozidle označeném Multi-Purpose Carrier (MPC). Fennek vznikl jeho dalším vývojem ve spolupráci s německou společností Krauss-Maffei Wegmann. Do roku 1998 bylo postaveno celkem pět prototypů. V prosinci 2001 bylo objednáno 612 sériových vozidel, která v Nizozemsku nahradila některé verze obrněných transportérů M113 a v Německu průzkumná obrněná vozidla Spähpanzer Luchs. Nizozemská armáda objednala 202 průzkumných Allgemeine Dienste (AD), 130 protitankových Fennek MRAT (Medium-Range Anti-Tank) a 78 víceúčelových vozidel Fennek. Německá armáda objednala dalších 178 průzkumných, 24 ženijních Pioneer a čtyři pro dělostřelecké pozorovatele.
Vyrobu zajistilo německo-nizozemské konsorcium ARGE Fennek, tvořené německou společností Krauss-Maffei Wegmann (KMW) a nizozemskou SP Aerospace and Vehicle Systems BV. Dodávky sériových vozidel začaly roku 2003. Po krachu nizozemské společnosti v roce 2004 její roli v konsorciu převzala společnost Dutch Defence Vehicle Systems (DDVS). Nizozemsko v roce 2005 objednalo úpravu osmnácti vozidel na protiletadlovou verzi Fennek SWP (Stinger weapon platform). Jejich dodávky začaly v roce 2007 a do služby byl systém přijat v roce 2009. V roce 2007 Německo objednalo dodatečných deset vozidel Fennek ve verzi pro řízení palebné podpory Joint fire support team (JFST) a v roce 2009 ještě dalších deset ve stejné verzi.
V roce 2008 KMW oznámila, že pracuje na vylepšené variantě vozidla Fennek 2. Pohání jej dva motory, z nichž každý pohání jednu z náprav.

## Konstrukce
Vozidlo Fennek má trojčlennou posádku.Řidič sedí uprostřed a ven se dívá skrze trojici neprůstřelných skel. Velitel a střelec sedí po jeho stranách, jejich sedačky jsou posunuty o kousek dozadu. Ve službě přitom obvykle spolupracují dvě vozidla. Samostatně mohou působit až pět dnů. Hliníkové pancéřování chrání proti palbě z 7,62mm kulometů a šrapnelům. Vozidlo je též chráněno proti pěchotním minám. Vozidla mohou být rovněž vybavena přídavným pancéřováním. Průzkumná vozidla a vozidla JFST jsou vybavena systémem Rheinmetall Defence Electronics BAA, který je umístěn na výsuvném stožáru. Jeho součástí je termokamera, denní kamera a laserový dálkoměr. Německá vozidla pro dělostřelecké pozorovatele jsou vybavena systémem řízení palby ADLER II. Nizozemská vozidla pro svou obranu nesou jeden 12,7mm kulomet M2HB a německá vozidla jeden 40mm granátomet Heckler & Koch GMG. Alternativně mohou být vyzbrojena 7,62mm kulometem MG3. Nizozemská protitanková vozidla Fennek MRAT nesou celkem pět protitankových řízených střel Spike MR. Protiletadlová verze Fennek SWP je vybavena věžičkou Pedestal Mounted Air Defense System (PMADS) od turecké společnosti ASELSAN, vyzbrojenou čtyřmi protiletadlovými řízenými střelami Stinger. Motorový prostor je v zadní části vozidla. Pohání jej šestiválcový turbodiesel Deutz BF6M 2013C o výkonu 179 kW (240 hp). Nejvyšší rychlost na silnici dosahuje 115km/h. Dosah je 860 km. Vozidlo má vysokou strategickou mobilitu.

## Služba

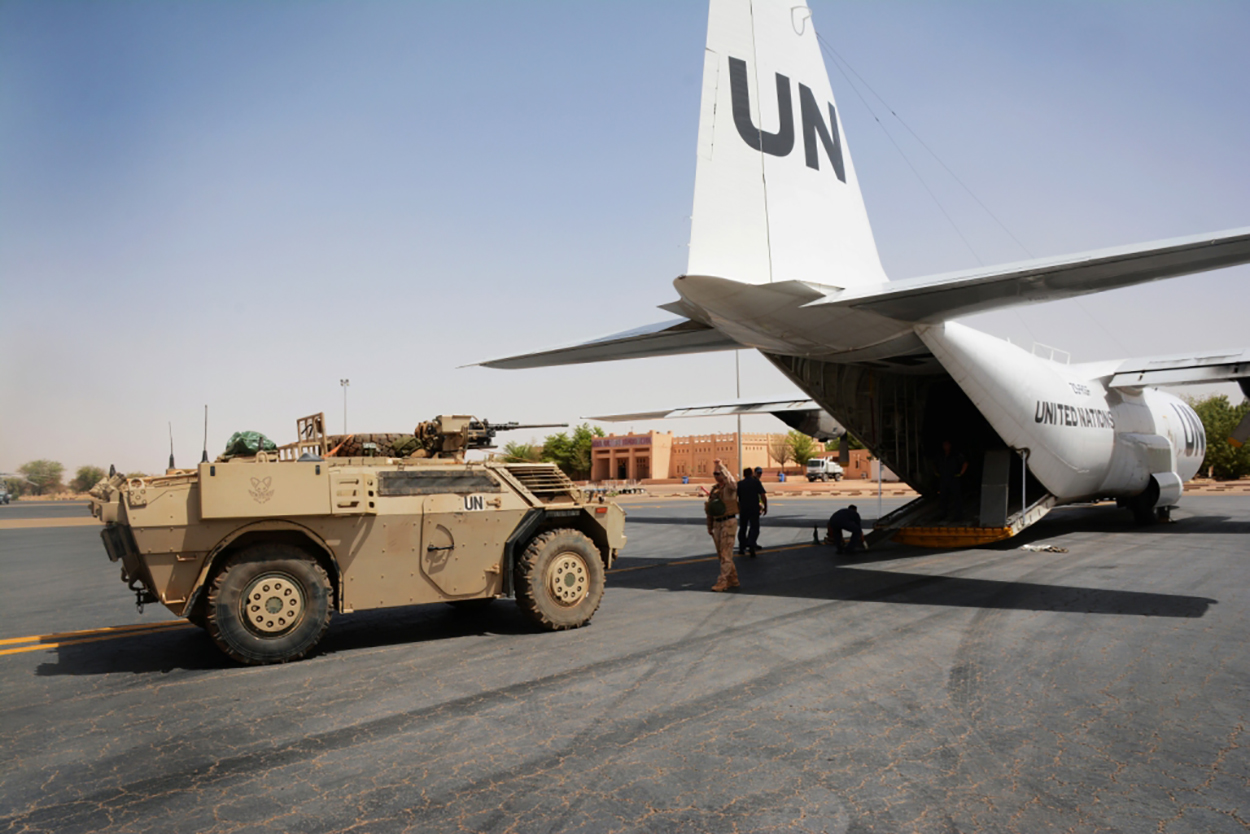
Fennek s transportním letounem G.222 v Timbuktu

V říjnu 2006 Nizozemsko vyslalo vozidla Fennek do Afghánistánu, kde působila v rámci mezinárodní mise ISAF. Na jaře 2023 Nizozemsko poskytlo neznámý počet vozidel ukrajinským ozbrojeným silám, jako výzbrojní pomoc proti ruské invazi.

## Uživatelé

### Současní
- Katar
- Německo
- Nizozemsko
- Ukrajina